# Config.sys
Config.sys és l'arxiu principal de configuració en els sistemes operatius MS-DOS i OS/2 (Sistema operatiu d'IBM que pretenia ser el successor de MS-DOS). Aquest arxiu conté instruccions necessàries per a iniciar o configurar tot el sistema. Després de processar el fitxer config.sys, s'executa i es carrega la consola, des de la qual es pot executar l'arxiu autoexec.bat.